# Megasema deraiota
Megasema deraiota är en fjärilsart som beskrevs av George Francis Hampson 1902. Megasema deraiota ingår i släktet Megasema och familjen nattflyn. Inga underarter finns listade i Catalogue of Life.